# Južni otok (Nova dežela)
Južni otok (rusko Южный) je manjši od obeh otokov, ki tvorita glavnino otočja Nova dežela v Arktičnem oceanu. S površino 33.246 km² je 41. največji otok na svetu. Na vzhodu ga obliva Karsko morje, na zahodu Barentsovo morje, na severu pa ga ozek Matočkinov preliv ločuje od Severnega otoka. Na jugu se razprostira preliv Karska vrata, ki ga ločuje od otoka Vajgač ob celini.
Medtem ko ima Severni otok stalno ledeniško kapo, je na Južnem poledenitev alpskega tipa z manjšimi ledeniki. Zaradi lege na skrajnem severu sveta je površje pretežno golo, prekriva ga tundra. Kljub ostrim pogojem tu uspeva arktična favna s predstavniki, kot so arktična lisica, polarni medved, mrož in razni tjulnji, poleti pa tu gnezdi tudi večje število ptic selivk.
Večina otoka je pod upravo ruske vojne mornarice, ki je imela tu med hladno vojno več poligonov za preskušanje jedrskega orožja. Okoliške vode so še zdaj kontaminirane z jedrskimi odpadki, sevanje na površju pa se je po končanju poskusov v 1990. letih spustilo na naravno raven.

## Zgodovina
V obdobju hladne vojne je Rdeča armada uporabljala Novo deželo kot poligon za preskušanje jedrskega orožja in v ta namen leta 1954 določila dve preskusni območji ter zgradila podporno infrastrukturo. Južni del Južnega otoka je spadal pod južno območje, severni pa skupaj z delom Severnega otoka pod severno. Znotraj južnega območja je bila določena Cona A, ki je obsegala ozemlje med Črnim zalivom in zalivom Basmačna, znotraj severnega pa Cona B, ki je obsegala zaliv Mitjušija na južni obali Matočkinovega preliva. Obstoječe prebivalstvo, približno 500 pripadnikov ljudstva Nencev, so takrat prisilno preselili na celino. V času vrhunca aktivnosti je bilo v oporiščih na otoku nastanjenih tudi do 12.000 vojakov, podpornega osebja in njihovih družin. Sovjeti so zgradili več naselij ob vzhodni obali, začenši s poveljniškim središčem Belušja in naseljem Rogačevo z letališčem, kjer so lahko pristajali skoraj vsi tipi letal.
V Črnem zalivu so izvedli en površinski jedrski preskus, tri podvodne in dva nadvodna. Od leta 1963, ko je bil sprejet mednarodni sporazum o delni prepovedi jedrskih preskusov, so izvajali le še podzemne jedrske preskuse. V Coni A so izvrtali predore 20–25 km zahodno od zaliva in v njem izvedli še šest takih preskusov med letoma 1972 in 1975. Glavnina preskusov po letu 1963 je bila v Coni B, kjer so do leta 1990 izvedli 33 preskusov, večina teh je vključevala več kot eno detonacijo naenkrat (salvo). Najmočnejši med njimi leta 1973, s skupno močjo 4,2 megatone, je sprožil plaz več kot 80 milijonov kubičnih metrov skalovja in zajezil bližnjo reko, zaradi česar je nastalo 2 km dolgo jezero.